# Dorian Leigh
Dorian Leigh (* 23. April 1917 in San Antonio, Texas als Dorian Elizabeth Leigh Parker; † 7. Juli 2008 in  Falls Church, Virginia) war ein US-amerikanisches Fotomodel und eine Schauspielerin der 1940er und 1950er Jahre.

## Leben
Leigh wurde als Tochter eines Chemikers geboren. Sie hatte drei Schwestern, Georgiabell, Florian und Cecilia, die später unter dem Namen Suzy Parker ebenfalls berühmt wurde. Leigh studierte Englisch am Randolph-Macon Woman’s College in Lynchburg und später Mathematik an der New York University. Sie arbeitete zunächst bei der United States Navy und wechselte dann zur Eastern Aircraft Corporation. Leigh stellte sie sich bei einer Modelagentur vor und wurde dort angenommen. Im Juni 1944 erschien ihr Foto auf dem Cover der Zeitschrift Harper’s Bazaar. 1946 war Leigh sieben Mal auf dem Cover der Vogue abgebildet. 
Leigh arbeitete in den 1950ern als Model für Revlon in der berühmt gewordenen Fire and Ice-Kampagne und machte sich mit einer eigenen Modelagentur Agency Dorian Leigh selbständig, die u. a. die damals aufstrebende Nico vertrat. 
Leigh war die Muse von Truman Capote und gilt als Vorbild der Figur der Holly Golightly.
1980 veröffentlichte sie ihre Autobiografie unter dem Titel The Girl Who Had Everything.
Dorian Leigh war vier Mal verheiratet und Mutter von fünf Kindern. Aus ihrer ersten Ehe mit Marshall Hawkins gingen ein Sohn und eine Tochter hervor. Die Ehe wurde 1937 geschieden. Aus ihrer 1948 geschlossenen zweiten Ehe mit dem Navy-Offizier Roger W. Mehle ging eine Tochter hervor. Ihr dritter Ehemann war Serge Bordat, aus dieser Ehe stammt eine Tochter. 1964 heiratete Leigh den Dramatiker Iddo Ben-Gurion. Die 1966 wieder geschiedene Ehe blieb kinderlos. Aus einer außerehelichen Beziehung zu dem spanischen Rennfahrer Alfonso de Portago hatte Dorian Leigh einen Sohn, der 1977 im Alter von 21 Jahren Selbstmord beging. 
Sie starb am 7. Juli 2008 an der Alzheimer-Krankheit.